# Mercedes-Benz Classe E (Type 214)
La Mercedes-Benz Classe E (Type W214) est une berline produite par le constructeur automobile allemand Mercedes-Benz depuis 2023. Il s'agit de la sixième génération de la Mercedes-Benz Classe E depuis 1993.

## Présentation
La Mercedes Classe E de sixième génération est présentée le 25 avril 2023. La déclinaison break est présentée deux mois après, le 20 juin 2023.

## Caractéristiques techniques

### Motorisations
| Logo de Mercedes-Benz      | Mercedes-Benz Classe E   | Mercedes-Benz Classe E                   | Mercedes-Benz Classe E                   | Mercedes-Benz Classe E                   | Mercedes-Benz Classe E   | Mercedes-Benz Classe E   |
| Logo de Mercedes-Benz      | E 200                    | E 300e                                   | E 300e 4MATIC                            | E 400e 4MATIC                            | E 220 d                  | E 220 d 4MATIC           |
| -------------------------- | ------------------------ | ---------------------------------------- | ---------------------------------------- | ---------------------------------------- | ------------------------ | ------------------------ |
| Moteur                     | 4-cylindres Essence      | 4-cylindres Essence hybride rechargeable | 4-cylindres Essence hybride rechargeable | 4-cylindres Essence hybride rechargeable | 4-cylindres Diesel       | 4-cylindres Diesel       |
| Admission                  | Turbocompressé           | Turbocompressé                           | Turbocompressé                           | Turbocompressé                           | Turbocompressé           | Turbocompressé           |
| Cylindrée (cm³)            | 1999                     | 1999                                     | 1999                                     | 1999                                     | 1993                     | 1993                     |
| Puissance maximale ch (kW) | 204 (150)                | 313 (230)                                | 313 (230)                                | 381 (280)                                | 197 (145)                | 197 (145)                |
| au régime de : (tr/min)    |                          |                                          |                                          |                                          |                          |                          |
| Couple maximal (N m)       | 320                      | 550                                      | 550                                      | 650                                      | 440                      | 440                      |
| au régime de : (tr/min)    |                          |                                          |                                          |                                          |                          |                          |
| Boîte de vitesses          | Automatique à 9 rapports | Automatique à 9 rapports                 | Automatique à 9 rapports                 | Automatique à 9 rapports                 | Automatique à 9 rapports | Automatique à 9 rapports |
| Transmission               | Propulsion               | Propulsion                               | Intégrale                                | Intégrale                                | Propulsion               | Intégrale                |
| 0-100 km/h (s)             | 7,5                      | 6,4                                      | 6,5                                      | 5,3                                      | 7,6                      | 7,8                      |
| Vitesse maximale (km/h)    | 240                      | 236                                      | 234                                      | 250                                      | 238                      | 234                      |
| Consommation (ℓ/100 km)    | 7,3                      | 0,8                                      | 0,9                                      | 0,9                                      | 5,5                      | 5,7                      |
| Émissions de CO2 (g/km)    | 166                      | 18                                       | 20                                       | 20                                       | 143                      | 149                      |
| Masse à vide (kg)          |                          |                                          |                                          |                                          |                          |                          |
| Capacité du réservoir (L)  |                          |                                          |                                          |                                          |                          |                          |
| Autonomie électrique (km)  | -                        | 115                                      | 109                                      | 109                                      | -                        | -                        |
| Norme environnementale     | Euro 6d-Temp             | Euro 6d-Temp                             | Euro 6d-Temp                             | Euro 6d-Temp                             | Euro 6d-Temp             | Euro 6d-Temp             |

## Finitions
- Avantgarde-Line[6]
- AMG-Line
- Exclusive-Line